# Auvernier
Auvernier est une localité et une ancienne commune suisse du canton de Neuchâtel, située dans la région Littoral. Depuis 2013, elle fait partie de la commune de Milvignes.

## Géographie

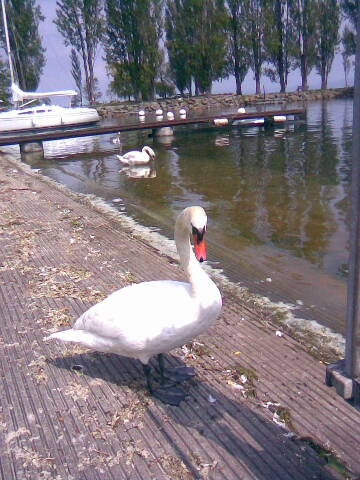
Port d'Auvernier en 2012.

Selon l'Office fédéral de la statistique, Auvernier mesure 1,68 km2. 47,1 % de cette superficie correspond à des surfaces d'habitat ou d'infrastructure, 46,5 % à des surfaces agricoles, 3,5 % à des surfaces boisées et 2,9 % à des surfaces improductives.

### Faune et flore
En 2012, un couple de castors s'est établi dans l'étang d'Auvernier.

## Toponymie
Auvernier est mentionné pour la première fois en 1011 comme Averniacum. La commune était autrefois nommée par son nom allemand Avernach. Cependant, ce nom n'est plus utilisé.

## Histoire

### Préhistoire et antiquité
Situé au bord d'un lac dans une région du Jura à caractère forestier, le territoire d'Auvernier est habité par l'homme au moins depuis le néolithique. Des vestiges lacustres trouvés lors de fouilles archéologiques font en effet remonter la présence des premiers sédentaires à –3850.
Des traces d'un établissement romain et une statuette en l'honneur de Jupiter retrouvés en 1864 sur le territoire d'Auvernier prouvent que le site était également occupé pendant l'Antiquité. En 1896, une deuxième statuette, représentant Hercule combattant, a été retrouvée. La statuette de Jupiter a été trouvée par un vigneron aux Lerins.

### Moyen Âge et époque moderne

Armoiries d'Auvernier

La première mention du nom Averniacum date de 1011, dans un document attestant le don par le roi Rodolphe III de Bourgogne de divers territoires à sa fiancée Ermengarde. Un peu plus de 300 ans plus tard, en 1346, les limites du territoire de la commune sont fixées à la suite d'un différend avec Colombier. En 1477, la chapelle St-Nicolas (le temple actuel) est construite, donnant au village, alors composé de maisonnettes en bois, un aspect proche de l'actuel.
Sur le plan économique, Auvernier, situé entre le lac et des coteaux orientés vers le sud, s'est très tôt développé autour de deux axes, la pêche, comme l'atteste la perche présente sur les armoiries du village, et la viticulture.

### Époque contemporaine

Vue aérienne (1954).

Auvernier est relié au réseau ferroviaire lors de la construction des lignes de chemin de fer du Pied-du-Jura et des Verrières entre 1859 et 1860. Depuis 1892, la localité est également située sur la ligne de tramway entre Neuchâtel et Boudry.
En 1880, la correction des eaux du Jura offre à Auvernier de nouveaux territoires au sud de la commune. En 1888, le canton de Neuchâtel décide d'implanter son école cantonale de viticulture, devenue entretemps le Service cantonal de la viticulture, à Auvernier.
De 1970 à 1977, la construction de l'autoroute A5 et le remodelage des rives du lac qui en découle permet l'aménagement d'un port de plaisance et d'une zone de détente. Parallèlement, l'urbanisation de la région neuchâteloise remet en question le caractère villageois d'Auvernier par la construction de nombreux bâtiments et notamment de nombreuses villas. Depuis 1974, les parcelles réservées à la vigne sont toutefois protégées par la loi, ce qui limite l'extension des constructions. Les autorités cherchent à contrôler les interventions sur la zone d'ancienne localité, afin de conserver à la Grande Rue son caractère typique fait de maisons du XVIe au XVIIIe siècle bordant une large rue pavée.
Le 1er janvier 2013, la commune d'Auvernier a fusionné avec les communes de Bôle et Colombier pour donner naissance à la nouvelle commune de Milvignes.

## Démographie
Selon l'Office fédéral de la statistique, Auvernier possède 1 559 habitants fin 2023. Sa densité de population atteint 928 hab./km2.
Le graphique suivant résume l'évolution de la population d'Auvernier entre 1850 et 2008 :

## Économie
La commune d'Auvernier comprend, en plus de ses activités viticoles, différents commerces.

## Culture et patrimoine

### Château d'Auvernier
Le château d'Auvernier a été construit pour Blaise Junod, commissaire et receveur de Valangin. Il s'agit d'une construction homogène qui remonte au XVIe siècle. Le bâtiment principal, flanqué de deux tourelles, date du 1559 ; il fut agrandi vers la fin du XVIIe siècle et une galerie y fut ajoutée au nord en 1746. Les portails du jardin en fer forgé sont du XVIIIe siècle. Il a depuis sa création une vocation vinicole comme l'attestent les larges caves voûtées et les nombreuses parcelles de vignes faisant partie du domaine.

### Temple
L'église réformée, à l'origine une chapelle dédiée à saint Nicolas construite en 1478, fut agrandie en 1598 et en 1709. Son plan, très irrégulier, est dû aux diverses transformations. Ses vitraux contemporains inaugurés en 1995 ont été dessinés par Ivan Moscatelli, un peintre italo-suisse.

### Bâtiments notables
- La Maison Carrée[10], propriété d'une famille de vignerons qui contient deux pressoirs manuels verticaux en bois encore utilisés aujourd'hui.
- La Cure de 1747 avec sa façade Louis XV.
- Le puits du Bugnon, de 1720.
- Les nombreuses fontaines du village.
- Au no 1 de la rue de la Roche se trouve la maison dite de l'Hôpital de Soleure construite au XVIe siècle. Elle se compose de deux corps de bâtiment flanquant une tourelle d'escalier avec porte de style Renaissance datée de 1570.
- La Grand-Rue qui traverse le village de haut en bas est bordée de nombreuses maisons du XVIe – XVIIe siècle, période de grand essor pour le village. On notera en particulier le no 1 avec un portail de 1615 et les no 3, 4, 24 et 46.
- Au no 6 de la rue du Bala se tient une maison de style Renaissance qui fut construite en 1574 pour Jean-Jacques de Bonstetten, gouverneur de Neuchâtel[11].

### Salle polyvalente

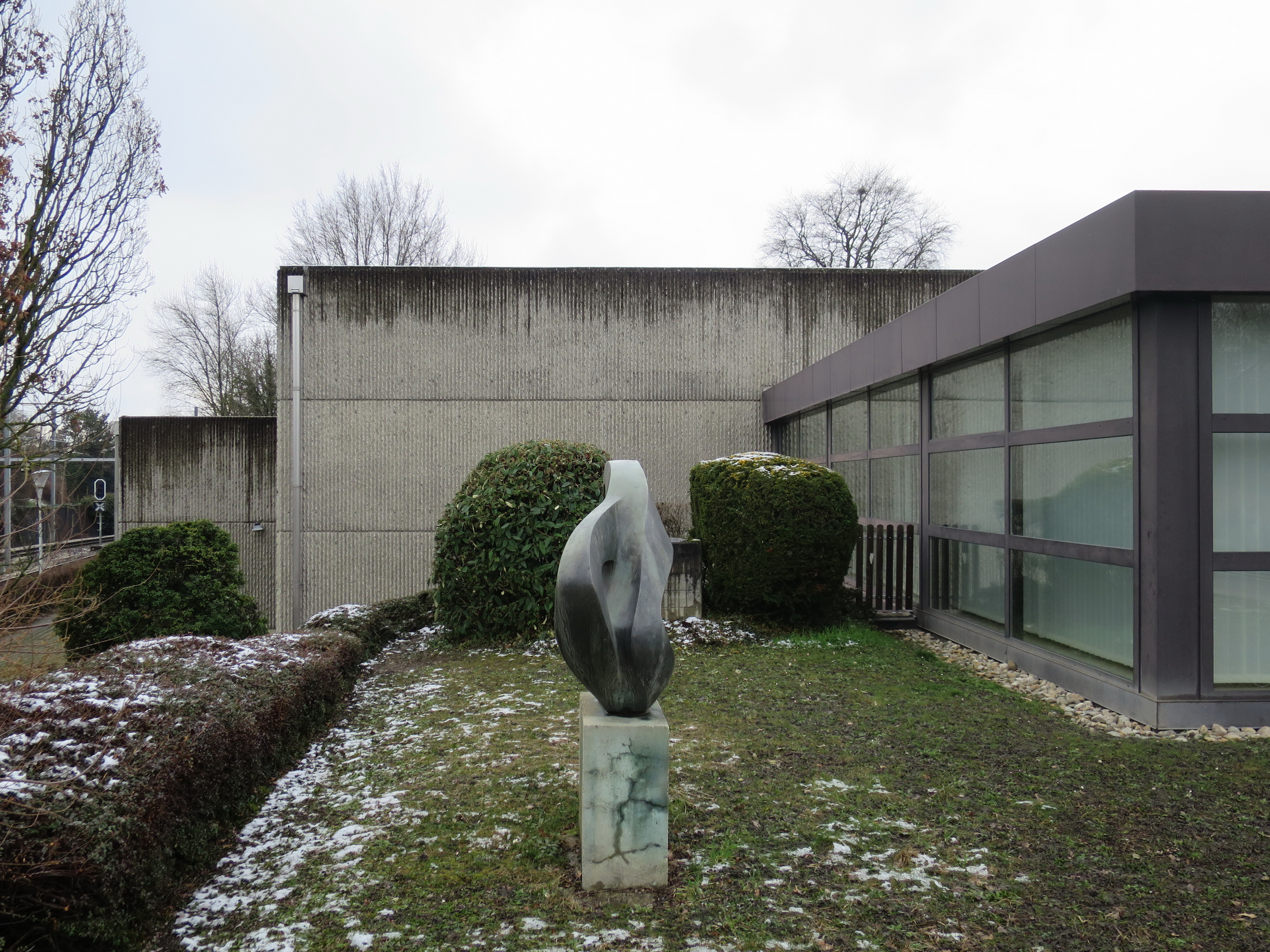
Salle polyvalente, vue depuis l'est, avec "Helios" d'André Ramseyeer

Depuis 1955, date de la création d’un fonds de réserve, la Commune d’Auvernier se préoccupe de la construction d’une salle de gymnastique et de spectacles, mais les habitants devront attendre le début des années 1980 et l’achèvement des aménagements de l’autoroute, des nouvelles rives et du port pour disposer d’une salle polyvalente. En 1979, le Conseil communal nomme une commission chargée de concilier besoins locaux et programme architectural. Présidée par l’architecte Jean-Louis Béguin, elle doit ensuite définir le meilleur emplacement possible et choisir le mode d’attribution de la construction. En 1980, elle se prononce pour un terrain au sud du collège et pour le lancement d’un concours d’architecture,.

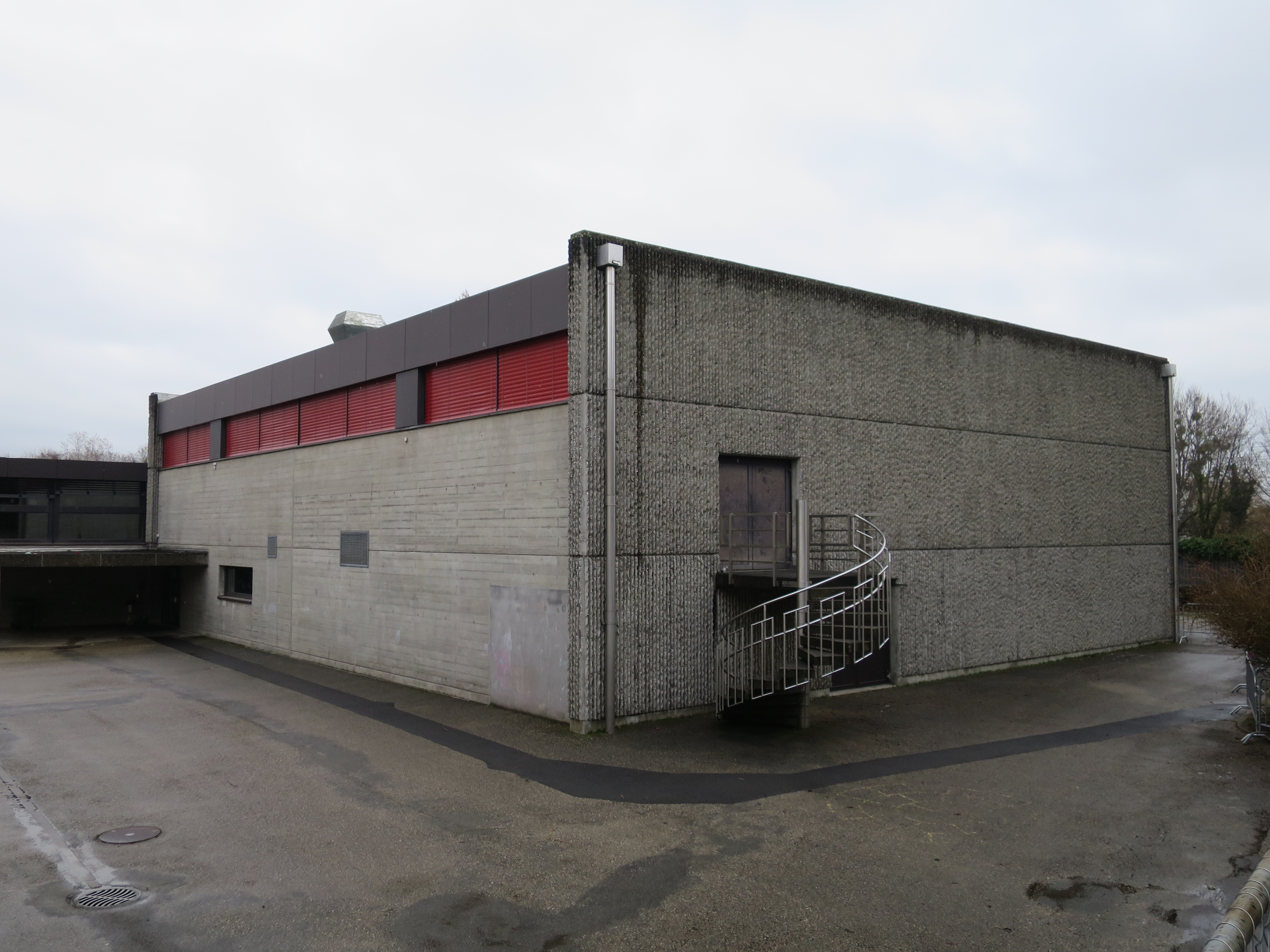
Salle polyvalente, façades nord et ouest

Le concours qui se déroule en 1981 prime le projet de l’architecte neuchâtelois Alfred Habegger. Le jury apprécie l’implantation semi-enterré du bâtiment, l’organisation des volumes, l’éclairage du foyer et le jeu de rampes. Malgré quelques défauts à corriger, « le projet reste séduisant par sa modestie, sa générosité et sa finesse de la conception d’usage ». Ne disposant pas d’un bureau de taille suffisante, Alfred Habegger se voit adjoindre la collaboration du bureau Robert Monnier et les compétences en ingénierie de Vincent Becker pour la réalisation. Retardé à plusieurs reprises, le chantier se déroule sans encombre en 1983-1984. L’inauguration officielle est célébrée le 30 novembre 1984 en présence de Pierre Aubert, conseiller fédéral et habitant d’Auvernier,,,. "Helios", une sculpture d'André Ramseyer se dresse dans le parc à proximité de l'entrée depuis 1986.

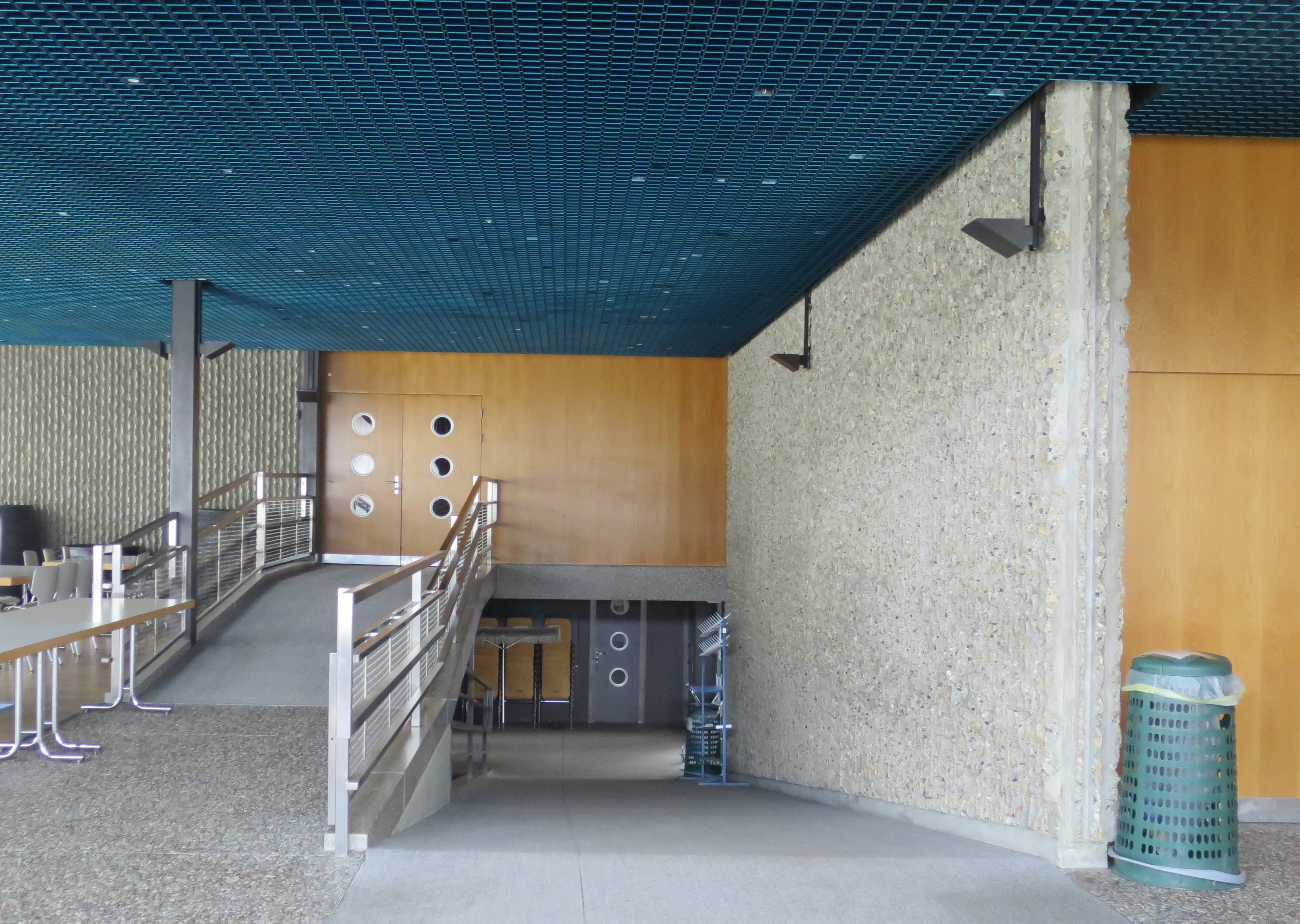
Salle polyvalente, rampes de distribution des niveaux

Malgré des travaux d’assainissement réalisés par étapes de 1999 à 2002, la salle communale d’Auvernier conserve l’essentiel de ses qualités initiales,. Semi-enterrée, la construction permet d’accueillir des espaces importants et des fonctions variées (abri de protection civile de 400 places, salle de gymnastique pouvant accueillir des spectacles et des banquets, vestiaires, cuisine, foyer, salle des sociétés) dans le respect des rives, du collège voisin et du village ancien. Dernière réalisation majeure d’Alfred Habegger, le bâtiment fait la synthèse des points forts de son architecture : générosité des espaces, complexité et intelligence des volumes et des plans, usage de la rampe et multiplication des niveaux, abondance de la lumière naturelle, recherche et créativité dans le travail du béton et de ses texturations, à l'image des façades en « béton Rudolf » du nom de l'architecte américain Paul Rudolf.

## Transports
- Sur la ligne de tram Neuchâtel (Place Pury) - Boudry
- Sur la ligne ferroviaire Neuchâtel - Yverdon-les-Bains
- Sur la ligne de bus no 120 Neuchâtel (Gare) - Bôle
- Débarcadère pour les bateaux de ligne du lac de Neuchâtel